# Belaugh
Belaugh (biːlɚ, wie „beeler“) ist ein kleines Dorf in der englischen Grafschaft Norfolk, das zwischen den Orten Coltishall und Wroxham am Fluss Bure liegt.

## Geschichte
Das Domesday Book von 1086 enthält eine der frühesten Erwähnungen des Dorfes, das damals Belaga genannt wurde. Andere Aufzeichnungen aus dieser Zeit nennen es Belihagh, Belaw, Bilhagh oder Bilough. Diese Namen gehen auf Kombinationen von nordgermanischen, dänischen und angelsächsischen Wörtern zurück, deren Bedeutung zusammengefasst „ein Wohnplatz am Wasser“ ist.
Das Dorf war Teil des Hundred of South Erpingham. In einer Abhandlung über die Grafschaft Norfolk aus dem Jahr 1808 heißt es, dass zur Zeit Edwards des Bekenners in der ersten Hälfte des 11. Jahrhunderts die Gemeinde aus privatem Besitz an den Abt von St Bennet’s übergeben wurde, wo sie bis zur Auflösung der Klöster in der Regierungszeit Heinrichs VIII. verblieb.
Im Jahr 1600 wurde die Einwohnerzahl des Dorfes mit 80 angegeben. Sie stieg auf 150 im Jahr 1680 und erreichte 1851 mit einer Bevölkerung von 172, die in 38 Häusern wohnten, ihr Maximum. Im 19. Jahrhundert wurde Edward William Trafford Gutsherr.

## Lage und Beschreibung
Belaugh liegt an der schmalsten Stelle einer weiten Schleife des Flusses Bure. Das Gebiet der Gemeinde liegt zwischen den Orten Coltishall im Westen und Wroxham im Osten. Bei einer Einwohnerzahl von 134 (Volkszählung 2011) ist eine öffentliche Infrastruktur in Form von Geschäften, Gaststätten und Schulen nicht vorhanden.
Zum Gewässersystem der Norfolk Broads gehörend liegt das Dorf nur gut 2 Kilometer von dem Ende der Schiffbarkeit des Bure in Coltishall entfernt. Der Abschnitt gehört zu den ruhigeren Teilen des stark von Sport- und Ferienbooten genutzten Reviers, da die flussabwärts gelegene Brücke in Wroxham eine Durchfahrtshöhe von 2,21 Metern aufweist. Belaugh selbst verfügt über eine öffentliche Anlagestelle, die mit 22 Meter Länge nur zwei Booten üblicher Größe Platz bietet.
Am Fluss befindet sich Belaugh Boatyard, ein traditioneller Betrieb für den Bau, die Reparatur und die Vermietung von Booten.
Ein rund 7 Kilometer langer Rundwanderweg führt zunächst östlich nach Wroxham, verläuft dort entlang der schmalspurigen Bure Valley Eisenbahn nach Norden und führt durch Felder und Wiesen in westlicher Richtung zurück zum Anleger in Belaugh.

## Kirche St Peter

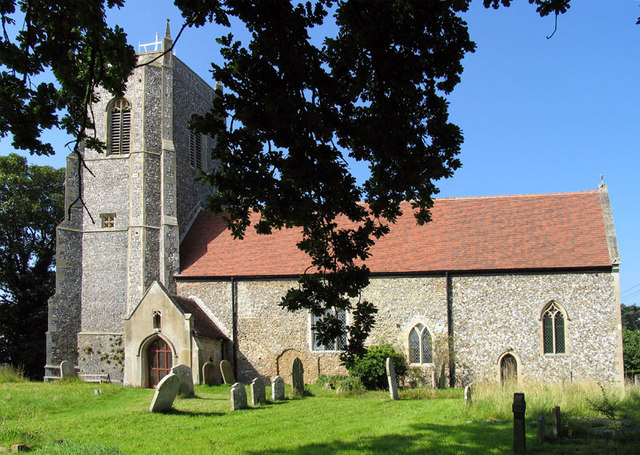
St Peter, Belaugh

Die Kirche St Peter ist ein Sakralbau der Church of England, die an einem steilen Abhang oberhalb des Dorfes liegt. Sie wurde im 12. Jahrhundert erbaut und enthält einen kunstvollen Lettner aus dem 16. Jahrhundert, der mit Bildern der Apostel verziert ist. Im 17. Jahrhundert kratzte ein Oliver Cromwell treuer Soldat die Gesichter der Apostel weg, da solche Bilder von vielen Anhängern Cromwells als götzendienerisch angesehen wurden.
Das Taufbecken der Kirche ist im normannischen Stil als Kessel aus einem blauen Stein gestaltet. Die Orgel wurde zwischen 1886 und 1904 gebaut.

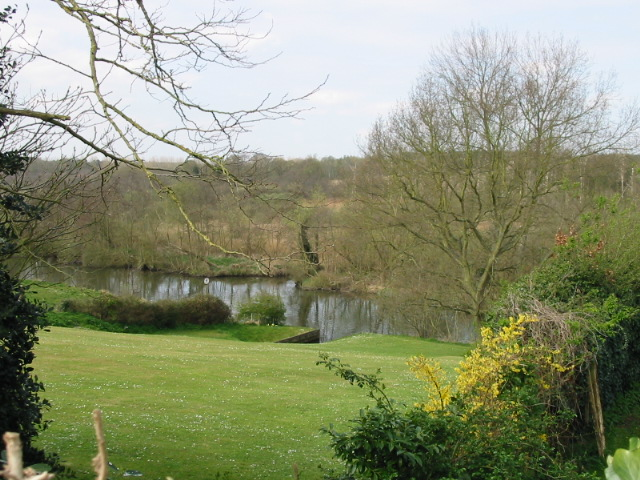
Blick vom Kirchturm auf den Fluss

St Peter steht hoch über dem Fluss Bure und ein als „Pilgerweg“ bezeichneter Pfad führt zum Flussufer. Der Friedhof der Kirche ist vor allem im Frühjahr für seine unberührte Flora bekannt: Löwenzahn, Waldmeister und Wolfsmilch sowie das blaue Wald-Vergissmeinnicht gedeihen hier. Es finden sich ferner recht seltene Pflanzenarten, nämlich Rasen-Steinbrech, Labkraut, Weidenblättriges Ochsenauge und Gamander-Ehrenpreis. Außerdem gibt es an der Kirchenmauer Schöteriche, Schöllkraut, Mexikanisches Berufkraut und die Gewöhnliche Waldrebe.